# 浅草の灯 踊子物語
『浅草の灯 踊子物語』（あさくさのひ おどりこものがたり）は、1964年3月14日公開の日活映画。二谷英明、吉永小百合主演。1時間30分。カラー。
浜本浩原作、島津保次郎監督の映画『浅草の灯』（1937年）の二度目のリメイク作品（一度目は1956年の田坂勝彦監督、根上淳、川上康子主演の大映映画）。

## あらすじ
大正中期、浅草オペラの全盛期、ペラゴロと呼ばれる青年たちが「ボッカチオ」や「カルメン」といった和製オペラに熱中していた時代。浅草日本座、画家志望の青年・神田長次郎（ボカ長）はオペラ通いに熱中していた。人気スターの山上七郎は、踊り子の小杉麗子の面倒をみていた。麗子は日々、厳しい踊子の練習に励む。山上は麗子に惚れているが、お竜は山上を慕っており、麗子はボカ長と親しくなる。芸術協会出身でオペラに身を投じた佐々木は、一座のスターだったが、敵勢力が放ったヤジに怒って舞台を降りてしまう。麗子を芸者に売ろうとする大平の勢力との乱闘があり、山上は麗子をボカ長に譲る。（佐々木紅光は佐々紅華がモデルだが佐々は役者ではない）。

## スタッフ
- 企画 - 芦田正蔵
- 監督 - 斎藤武市
- 助監督 - 手銭弘喜
- 脚本 - 棚田吾郎
- 原作 - 浜本浩
- 撮影 - 横山実
- 音楽 - 小杉太一郎
- 美術 - 坂口武玄

## キャスト
- 山上七郎 - 二谷英明
- 小杉麗子 - 吉永小百合
- 吉野紅子 - 朝風みどり
- 神田長次郎（ポカ長） - 浜田光夫
- お竜 - 奈良岡朋子
- 香取真一 - 近藤宏
- 飛鳥井純 - 伊藤孝雄
- 藤井寛平 - 弘松三郎
- 浪村武夫 - 藤村有弘
- 佐々木紅光 - 芦田伸介
- 佐々木マリエ - 山岡久乃
- 大平軍治 - 佐野浅夫
- 大平呉子 - 初井言栄
- 仙吉 - 深江章喜
- 半田耕平 - 富田仲次郎

## 同時上映
- 『仲間たち』